# Hluboký rybník
Hluboký rybník este o arie protejată (arie specială de conservare — SAC, sit de importanță comunitară — SCI) din Republica Cehă întinsă pe o suprafață de 7,7 ha, integral pe uscat.

## Localizare
Centrul sitului Hluboký rybník este situat la coordonatele 49°51′47″N 15°50′01″E / 49.863056°N 15.833611°E.

## Înființare
Situl Hluboký rybník a fost declarat sit de importanță comunitară în aprilie 2005 pentru a proteja 1 specie de animale. Situl a fost protejat și ca arie specială de conservare în ianuarie 2014.

## Biodiversitate
Situată în ecoregiunea continentală, aria protejată nu include niciun habitat protejat.
La baza desemnării sitului se află o specie protejată de  nevertebrate: Osmoderma eremita.